# Dicranoglossum polypodioides
Dicranoglossum polypodioides là một loài thực vật có mạch trong họ Polypodiaceae. Loài này được (Hook.) Lellinger miêu tả khoa học đầu tiên năm 1978.